# Rudolf Burgundský
Raoul I. také Rudolf Burgundský (asi 890 – 14. leden 936 Auxerre) byl francouzský král v letech 923 až 936.

## Život

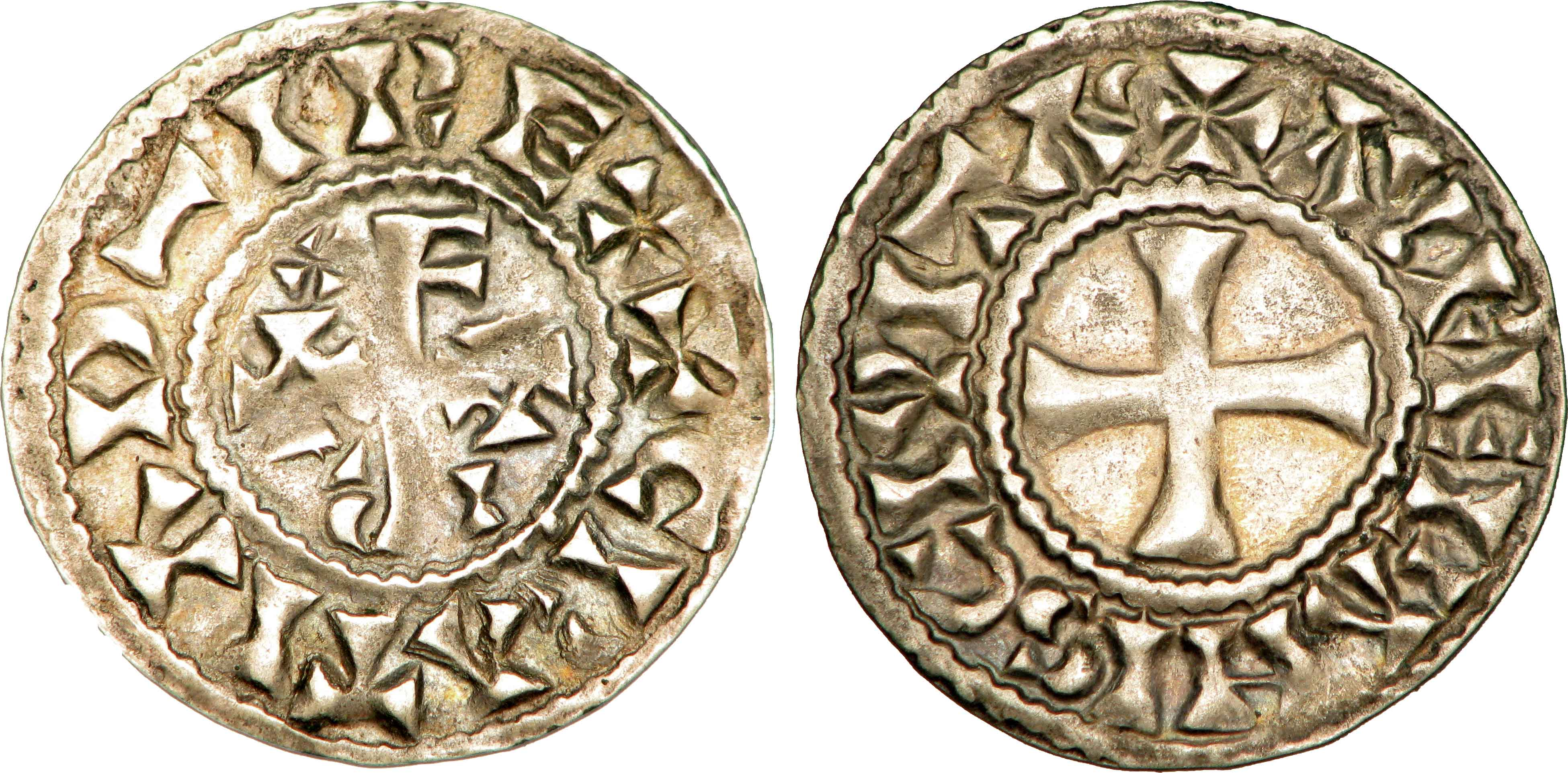
Rudolfův denier

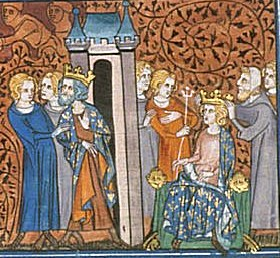
Uvěznění Karla III. a korunovace Rudolfa Burgundského

V roce 921 zdědil Burgundské vévodství po svém otci a oženil se s Emmou, dcerou francouzského krále Roberta I. Po smrti tchána Roberta I. byl franskou šlechtou zvolen králem, proti sesazenému králi Karlu Prostému. Korunován byl 13. července 923 v opatství Saint-Médard v Soissons. Po převzetí koruny předal burgundské vévodství svému mladšímu bratrovi Hugovi Černému. Král Karel Prostý byl v té době stále naživu a nárokoval si království, ale Rudolfův švagr Herbert II. z Vermandois ho lstí pozval na setkání, během něhož ho zajal a uvěznil.
Císaři Jindřich I. Ptáčník se mezitím podařilo v roce 925 odtrhnout od Francie Lotrinsko. Na jihu a západě země byl Rudolf úspěšnější, v roce 924 mu složil hold Vilém II. Akvitánský a po smrti Karla III. 9. října 929 i mnoho franských šlechticů, kteří se dosud chovali neutrálně. Po roce 930 dosáhl několika vítězství, což posílilo jeho legitimitu. Vilém I. Normandský ho uznal králem v roce 933, čímž královské území rozšířil po Bretaň.
Největší problém měl Rudolf se švagrem Herbertem II. z Vermandois, který se přidal k franské opoziční frakci a do roku 929 využíval uvězněného krále Karla III., k manipulování a získání moci nad Rudolfa I. V roce 925 Heribert dosadil svého pětiletého syna Huga z Vermandois do úřadu  remešského arcibiskupa na místo Seulfa z Remeše, který náhle zemřel. Herbert tím získal další moc v království a bohaté církevní statky. Toto skončilo s Karlovou smrtí v roce 929. V následujícím období se na Rudolfovu stranu přiklonil pařížský hrabě Hugo Veliký, syn krále Roberta I. a společně dobyli Remeš, přičemž sesadili Heribertova syna Huga z úřadu biskupa. Po smrti Karla III. a neutralním postoji císaře Jindřicha Rudolf získával na moci v celé říši. V roce 935 na hraniční řece Chiers se setkal z Jindřichem I. a Rudolfem II. Burgundským, přičemž s nimi uzavřel smlouvu o přátelství.
Posledním Rudolfovým politickým činem bylo vykázání Herbertových stoupenců do Laonu. Na podzim 935 král onemocněl a zemřel 14. ledna 936 v Auxerre. Pohřben v klášteře v Saint-Denis-lès-Sens po boku svého otce.
Zdá se, že Rudolf a jeho manželka měli jediného syna. Je také možné, že měli i dceru jménem Judita.

## Rodina
- Otec: Richard Burgundský
- Matka: Adelaida, dcera Konráda z Auxerre
- Sourozenci:
  - Boso, hrabě v Lotrinsku
  - Hugo (Černý), hrabě v Burgundsku
- Manželka: Ema Francouzská (890–934), dcera krále Roberta I., svatba v roce 921
- Děti: syn Ludvík, zemřel před otcem